# Sneakacydal
| Оценки критиков | Оценки критиков |
| Источник        | Оценка          |
| --------------- | --------------- |
| Allmusic        | [ 1 ]           |

Sneakacydal – дебютный студийный альбом американского рэпера Keak da Sneak, выпущенный 13 июля 1999 года на лейблах Murder One Records и Moe Doe Records. За первую неделю релиз разошелся тиражом в 1,5 тыс. копий, при этом не попав в чарты. В 2011 вышел сиквел альбома под названием The Tonite Show with Keak da Sneak: Sneakacydal Returns. Альбом был полностью спродюсирован DJ Fresh, известный серией альбомов  «The Tonite Show».

## Список композиций
| №   | Название                                  | Длительность |
| --- | ----------------------------------------- | ------------ |
| 1.  | «Intro»                                   | 1:47         |
| 2.  | «Hit 'Em Where It Hurts»                  | 3:09         |
| 3.  | «Skit»                                    | 1:06         |
| 4.  | «L.W.L.» (в составе 3X Krazy)             | 4:04         |
| 5.  | «Jim Hats» (при участии Yukmouth)         | 4:02         |
| 6.  | «No Love»                                 | 4:01         |
| 7.  | «High Tech»                               | 4:21         |
| 8.  | «Sneakacydal»                             | 3:52         |
| 9.  | «Skit»                                    | 0:21         |
| 10. | «Split Youres» (при участии The Whoridas) | 4:03         |
| 11. | «Sneak Out»                               | 4:09         |
| 12. | «Alright Cool»                            | 3:43         |
| 13. | «Runnin'»                                 | 4:53         |
| 14. | «A.O.B.»                                  | 4:28         |
| 15. | «Rydas» (при участии Big Lurch)           | 4:33         |